# 弗吉尼娅·李
弗吉尼娅·李（英語：Virginia Lee，1965年4月6日—），澳大利亚女子赛艇运动员。她曾代表澳大利亚参加1996年和2000年夏季奥林匹克运动会赛艇比赛，其中1996年奥运会获得一枚铜牌。